# Načelo
Načelo ili princip (lat. principium ishodište, početak) je osnova iz koje potječe sve što jest. Također se tumači i kao temeljna istina.
Načelo je pravilo ili zakon kojeg se slijedi ili kojeg je poželjno slijediti. Načelo je neizbježna posljedica pravila i zakona koji se opažaju u prirodi, ili načina kako radi ili kako je izgrađen neki sustav, primjerice računalni, sudski, ekonomski ili računovodski sustav. Načela odnosno principi nekog sustava i kako ga poimaju njegovi korisnici, je bitna značajka tog sustava, te odražava svrhu osmišljenja dotičnog sustava. Načela su jako bitna za učinkovito upravljanje ili korištenje nekog sustava, jer zaobilaženje ili zanemarivanje samo jednog pravila može naštetiti njegovom djelovanju ili učinkovitosti.